# Jevhen Sjtjerban
Jevhen Oleksandrovytj Sjtjerban (ukrainska: Євген Олександрович Щербань), född 18 januari 1946 Kostiantynivka (i Charkov oblast, då i Ukrainska SSR), död 3 november 1996 Donetsk, var en ukrainsk affärsman och parlamentariker. Han blev 1996 mördad på Donetsk flygplats.
Julia Tymosjenko var 2012–2013 tillsammans med den tidigare premiärministern Pavlo Lazarenko misstänkt för inblandning i mordet på Sjtjerban, hans fru Nadia Nikitina och ytterligare två personer. De skulle enligt anklagelserna ha betalat för att få dem mördade.
2002 arresterades åtta män misstänkta för morden. De åtalades och dömdes senare, och tre av dem fick livstids fängelse. Bland de dömda mördarna fanns Vadim Bolotskich och Gennadij Zangelidi.